# لندر پانرا
لندر پانرا (انگلیسی: Lander Panera؛ زادهٔ ۴ دسامبر ۱۹۸۱) بازیکن فوتبال اهل اسپانیا است.